# Sarah Brightman: In Concert
Sarah Brightman: In Concert fue la primera gira de conciertos solisticos de la soprano británica Sarah Brightman. El concierto fue grabado en  el Royal Albert Hall de Londres en septiembre de 1997 y fue más tarde lanzado en formato VHS; actualmente está también disponible en DVD. 
Entre los invitados especiales que interpretaron con Sarah, destacan Andrew Lloyd Webber y Andrea Bocelli. El director del concierto fue Paul Bateman, quien dirige la Orquesta Sinfónica de Londres.

## Fechas de los conciertos
Reino Unido
- 5 Sept. - Edinburgh Playhouse Theatre

- 8 Sept. - Nottingham Royal Concert Hall

- 11 Sept. - Birmingham Symphony Hall

- 13 Sept. - Cardiff Arena

- 16 Sept. - Brighton Centre

- 19 Sept. - Bournemouth International Centre

- 24 Sept. - London Royal Albert Hall

- 27 Sept. - Manchester Apollo Theatre

- 30 Sept. - Glasgow Royal Concert Hall

- 5 Oct. - Southampton Mayflower Theatre

Alemania
- 12 Oct. - Colonia

- 16 Oct. - Fráncfort

- 22 Oct. - Múnich

- 27 Oct. - Berlín

- 29 Oct. - Hamburgo

## Lista de canciones
1.- Overture
2.- Bailero
3.- Les Filles de Cádiz
4.- O Mio Babbino Caro
5.- Solveig's song
6.- Summertime
7.- Pie Jesu
8.- Somewhere
9.- I Feel Pretty
10.- Tonight
11.- Tu Quieres Volver
12.- Who Wants To Live Forever
13.- Whistle Down The Wind
14.- Overture from the Phantom of the Opera
15.- Wishing You Were Somehow Here Again
16.- The Music Of The Night
17.- Time To Say Goodbye
18.- Don't Cry For Me Argentina
19.- Credits
- Datos: Q7422129